# Clidemia fulva
Clidemia fulva är en tvåhjärtbladig växtart som beskrevs av Henry Allan Gleason. Clidemia fulva ingår i släktet Clidemia och familjen Melastomataceae.
Artens utbredningsområde är Guatemala. Inga underarter finns listade i Catalogue of Life.